# Thlaspi dacicum
Thlaspi dacicum là một loài thực vật có hoa trong họ Cải. Loài này được Heuff. miêu tả khoa học đầu tiên năm 1858.